# Liste der Brücken und Tunnel zur Île de Montréal

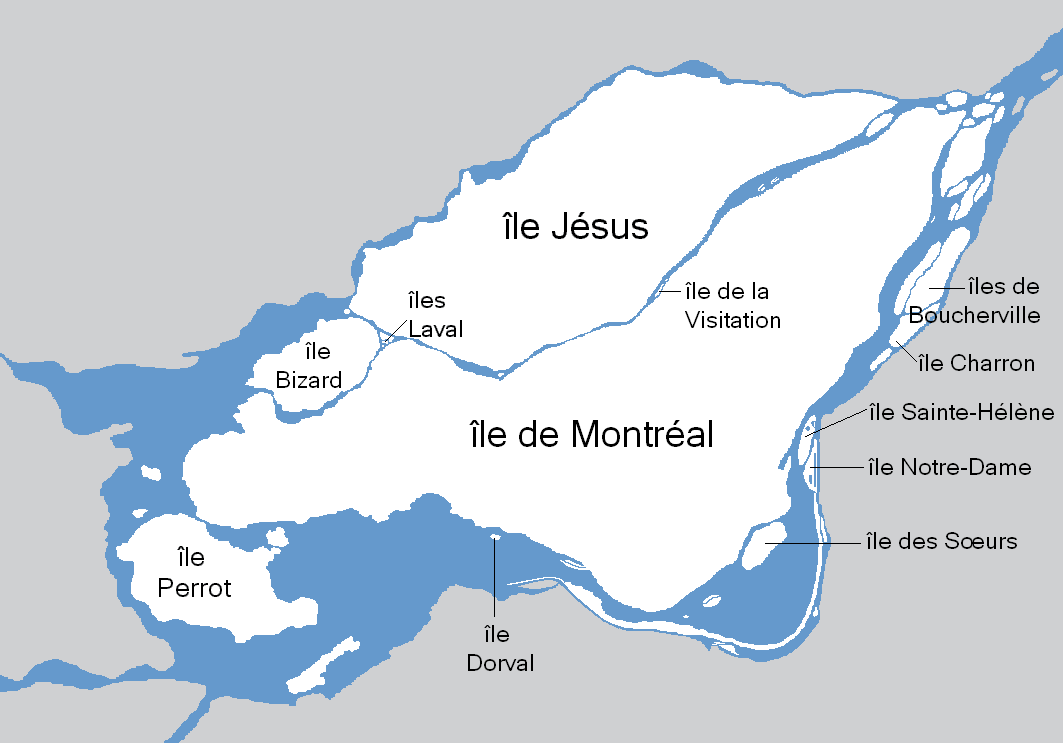
Die Île de Montréal, auf der die Stadt Montreal liegt, ist die größte Insel im Hochelaga-Archipel.

Die kanadische Millionenstadt Montreal liegt auf der Île de Montréal, der größten Insel im Hochelaga-Archipel. Diese ist vom Sankt-Lorenz-Strom, dem Rivière des Prairies, dem Lac des Deux Montagnes, dem Lac Saint-Louis und dem Ottawa River umgeben. Obwohl die Stadt 1642 gegründet wurde, existierte die erste feste Verbindung erst ab 1847, als eine Holzbrücke über den Rivière des Prairies zur benachbarten Insel Île Jésus errichtet wurde. Die erste Verbindung zum Festland folgte 1854 mit einer Eisenbahnbrücke bei Sainte-Anne-de-Bellevue über den Ottawa River. Ab 1860 stand mit der Pont Victoria die erste Verbindung zum Südufer des Sankt-Lorenz-Stroms zur Verfügung.
Diese Liste von Brücken und anderen Übergängen zur Île de Montréal ist im Gegenuhrzeigersinn geordnet. Sie beginnt am Lac Saint-Louis, folgt dem Sankt-Lorenz-Strom flussabwärts, anschließend dem Rivière des Prairies flussaufwärts bis zum Lac des Deux Montagnes und zurück über den Ottawa River zum Lac Saint-Louis. Es werden die Baujahre bestehender Bauten angezeigt, ebenso die Baujahre der ursprünglichen Bauwerke, falls das bestehende Bauwerk ein älteres ersetzte.
| Farbschlüssel |
| --- |
| Gemeinde oder Stadtbezirk auf der Île de Montréal Überquerte Insel(n), falls zutreffend Gemeinde oder Stadtbezirk auf der gegenüberliegenden Seite |

## Über den Sankt-Lorenz-Strom und den Sankt-Lorenz-Seeweg
| Bauwerk                                      | Foto                                                        | Erstes Bauwerk erbaut | Heutiges Bauwerk erbaut | Verbundene Orte                  | Nutzung                                                         | Namensherkunft                                                             | Koordinaten                                                                                     |
| -------------------------------------------- | ----------------------------------------------------------- | --------------------- | ----------------------- | -------------------------------- | --------------------------------------------------------------- | -------------------------------------------------------------------------- | ----------------------------------------------------------------------------------------------- |
| Pont Ferroviaire Saint-Laurent               |                                                             | —                     | 1886                    | LaSalle                          | Canadian Pacific Railway (CPR) exo                              | Sankt-Lorenz-Strom                                                         | 45° 25′ 8″ N, 73° 39′ 35″ W                                                                     |
| Pont Ferroviaire Saint-Laurent               | Kahnawake                                                   | —                     | 1886                    |                                  | Canadian Pacific Railway (CPR) exo                              | Sankt-Lorenz-Strom                                                         | 45° 25′ 8″ N, 73° 39′ 35″ W                                                                     |
| Pont Honoré-Mercier                          |                                                             | —                     | 1934, 1963              | LaSalle                          | Route 138                                                       | Honoré Mercier (1840–1894), Premierminister von Québec                     | 45° 25′ 0″ N, 73° 39′ 18″ W                                                                     |
| Pont Honoré-Mercier                          | Kahnawake                                                   | —                     | 1934, 1963              |                                  | Route 138                                                       | Honoré Mercier (1840–1894), Premierminister von Québec                     | 45° 25′ 0″ N, 73° 39′ 18″ W                                                                     |
| Damm vor dem Pont Champlain                  |                                                             | —                     | 1964                    | Verdun                           | Route Verte 1 & 2                                               | Samuel de Champlain (1574–1635), Gründer der Stadt Québec                  | 45° 27′ 57″ N, 73° 31′ 11″ W                                                                    |
| Damm vor dem Pont Champlain                  | Damm des Sankt-Lorenz-Seewegs                               | —                     | 1964                    |                                  | Route Verte 1 & 2                                               | Samuel de Champlain (1574–1635), Gründer der Stadt Québec                  | 45° 27′ 57″ N, 73° 31′ 11″ W                                                                    |
| Pont Champlain                               |                                                             | —                     | 1962                    | Verdun                           | Autoroute 10, Autoroute 15 und Autoroute 20                     | Samuel de Champlain (1574–1635), Gründer der Stadt Québec                  | 45° 28′ 7″ N, 73° 31′ 15″ W                                                                     |
| Pont Champlain                               | Île des Sœurs                                               | —                     | 1962                    |                                  | Autoroute 10, Autoroute 15 und Autoroute 20                     | Samuel de Champlain (1574–1635), Gründer der Stadt Québec                  | 45° 28′ 7″ N, 73° 31′ 15″ W                                                                     |
| Pont Champlain                               | Brossard                                                    | —                     | 1962                    |                                  | Autoroute 10, Autoroute 15 und Autoroute 20                     | Samuel de Champlain (1574–1635), Gründer der Stadt Québec                  | 45° 28′ 7″ N, 73° 31′ 15″ W                                                                     |
| Pont Victoria                                |                                                             | 1860                  | 1898                    | Le Sud-Ouest                     | Route 112 Canadian National Railway (CN), exo, VIA Rail, Amtrak | Königin Victoria (1819–1901)                                               | 45° 29′ 30″ N, 73° 31′ 46″ W                                                                    |
| Pont Victoria                                | Saint-Lambert                                               | 1860                  | 1898                    |                                  | Route 112 Canadian National Railway (CN), exo, VIA Rail, Amtrak | Königin Victoria (1819–1901)                                               | 45° 29′ 30″ N, 73° 31′ 46″ W                                                                    |
| Pont de la Concorde und Pont des Îles        |                                                             | —                     | 1965                    | Ville-Marie                      | Avenue Pierre-Dupuy, Route Verte 1 & 2                          | Stadtmotto Concordia salus                                                 | 45° 30′ 23″ N, 73° 32′ 18″ W (Pont de la Concorde) 45° 30′ 29″ N, 73° 31′ 51″ W (Pont des Îles) |
| Pont de la Concorde und Pont des Îles        | Île Sainte-Hélène und Île Notre-Dame, Ville-Marie           | —                     | 1965                    |                                  | Avenue Pierre-Dupuy, Route Verte 1 & 2                          | Stadtmotto Concordia salus                                                 | 45° 30′ 23″ N, 73° 32′ 18″ W (Pont de la Concorde) 45° 30′ 29″ N, 73° 31′ 51″ W (Pont des Îles) |
| Tunnel der Metro Montreal                    |                                                             | —                     | 1966                    | Ville-Marie (Station Berri-UQAM) | Linie 4                                                         | —                                                                          | 45° 30′ 0″ N, 73° 32′ 0″ W                                                                      |
| Tunnel der Metro Montreal                    | Île Sainte-Hélène (Station Jean-Drapeau) und Île Notre-Dame | —                     | 1966                    |                                  | Linie 4                                                         | —                                                                          | 45° 30′ 0″ N, 73° 32′ 0″ W                                                                      |
| Tunnel der Metro Montreal                    | Longueuil (Station Longueuil–Université-de-Sherbrooke)      | —                     | 1966                    |                                  | Linie 4                                                         | —                                                                          | 45° 30′ 0″ N, 73° 32′ 0″ W                                                                      |
| Pont Jacques-Cartier                         |                                                             | —                     | 1930                    | Ville-Marie                      | Route 134 Fußgänger und Fahrräder                               | Jacques Cartier (1491–1557), französischer Entdecker                       | 45° 31′ 18″ N, 73° 32′ 31″ W                                                                    |
| Pont Jacques-Cartier                         | Île Sainte-Hélène und Île Notre-Dame                        | —                     | 1930                    |                                  | Route 134 Fußgänger und Fahrräder                               | Jacques Cartier (1491–1557), französischer Entdecker                       | 45° 31′ 18″ N, 73° 32′ 31″ W                                                                    |
| Pont Jacques-Cartier                         | Longueuil                                                   | —                     | 1930                    |                                  | Route 134 Fußgänger und Fahrräder                               | Jacques Cartier (1491–1557), französischer Entdecker                       | 45° 31′ 18″ N, 73° 32′ 31″ W                                                                    |
| Brücke und Tunnel Louis-Hippolyte-Lafontaine |                                                             | —                     | 1967                    | Mercier–Hochelaga-Maisonneuve    | Autoroute 25                                                    | Louis-Hippolyte Lafontaine (1807–1864), Premierminister der Provinz Kanada | 45° 35′ 0″ N, 73° 29′ 53″ W                                                                     |
| Brücke und Tunnel Louis-Hippolyte-Lafontaine | Île Charron (Îles de Boucherville)                          | —                     | 1967                    |                                  | Autoroute 25                                                    | Louis-Hippolyte Lafontaine (1807–1864), Premierminister der Provinz Kanada | 45° 35′ 0″ N, 73° 29′ 53″ W                                                                     |
| Brücke und Tunnel Louis-Hippolyte-Lafontaine | Longueuil                                                   | —                     | 1967                    |                                  | Autoroute 25                                                    | Louis-Hippolyte Lafontaine (1807–1864), Premierminister der Provinz Kanada | 45° 35′ 0″ N, 73° 29′ 53″ W                                                                     |

## Über den Rivière des Prairies
| Bauwerk                              | Foto                                            | Erstes Bauwerk erbaut | Heutiges Bauwerk erbaut | Verbundene Orte                                | Nutzung                                                                          | Namensherkunft | Koordinaten                  |
| ------------------------------------ | ----------------------------------------------- | --------------------- | ----------------------- | ---------------------------------------------- | -------------------------------------------------------------------------------- | --- | ---------------------------- |
| Pont Le Gardeur                      |                                                 | —                     | 1939                    | Rivière-des-Prairies–Pointe-aux-Trembles       | Route 138 und Route Verte 5                                                      | Pierre Le Gardeur de Repentigny (1605–1648), französischer Adliger                                                          | 45° 42′ 13″ N, 73° 29′ 1″ W  |
| Pont Le Gardeur                      | Île Bourdon                                     | —                     | 1939                    |                                                | Route 138 und Route Verte 5                                                      | Pierre Le Gardeur de Repentigny (1605–1648), französischer Adliger                                                          | 45° 42′ 13″ N, 73° 29′ 1″ W  |
| Pont Le Gardeur                      | Repentigny                                      | —                     | 1939                    |                                                | Route 138 und Route Verte 5                                                      | Pierre Le Gardeur de Repentigny (1605–1648), französischer Adliger                                                          | 45° 42′ 13″ N, 73° 29′ 1″ W  |
| Pont Laurier                         |                                                 | —                     | 1904                    | Rivière-des-Prairies–Pointe-aux-Trembles       | Canadian National Railway, VIA Rail                                              | Wilfrid Laurier (1841–1919), Premierminister Kanadas                                                                        | 45° 42′ 10″ N, 73° 29′ 8″ W  |
| Pont Laurier                         | Île Bourdon                                     | —                     | 1904                    |                                                | Canadian National Railway, VIA Rail                                              | Wilfrid Laurier (1841–1919), Premierminister Kanadas                                                                        | 45° 42′ 10″ N, 73° 29′ 8″ W  |
| Pont Laurier                         | Charlemagne                                     | —                     | 1904                    |                                                | Canadian National Railway, VIA Rail                                              | Wilfrid Laurier (1841–1919), Premierminister Kanadas                                                                        | 45° 42′ 10″ N, 73° 29′ 8″ W  |
| Pont Charles-de-Gaulle               |                                                 | —                     | 1965                    | Rivière-des-Prairies–Pointe-aux-Trembles       | Autoroute 40                                                                     | Charles de Gaulle (1890–1970), Präsident Frankreichs                                                                        | 45° 42′ 10″ N, 73° 30′ 32″ W |
| Pont Charles-de-Gaulle               | Charlemagne                                     | —                     | 1965                    |                                                | Autoroute 40                                                                     | Charles de Gaulle (1890–1970), Präsident Frankreichs                                                                        | 45° 42′ 10″ N, 73° 30′ 32″ W |
| Pont Olivier-Charbonneau             |                                                 | —                     | 2011                    | Rivière-des-Prairies–Pointe-aux-Trembles       | Autoroute 25                                                                     | A25, Name der Autobahn und des Betreibers                                                                                   | 45° 38′ 14″ N, 73° 37′ 11″ W |
| Pont Olivier-Charbonneau             | Laval                                           | —                     | 2011                    |                                                | Autoroute 25                                                                     | A25, Name der Autobahn und des Betreibers                                                                                   | 45° 38′ 14″ N, 73° 37′ 11″ W |
| Pont Pie-IX                          |                                                 | 1937                  | 1967                    | Montréal-Nord                                  | Route 125                                                                        | Papst Pius IX. (1792–1878)                                                                                                  | 45° 35′ 57″ N, 73° 38′ 49″ W |
| Pont Pie-IX                          | Laval                                           | 1937                  | 1967                    |                                                | Route 125                                                                        | Papst Pius IX. (1792–1878)                                                                                                  | 45° 35′ 57″ N, 73° 38′ 49″ W |
| Wasserkraftwerk Rivière des Prairies |                                                 | —                     | 1930                    | Ahuntsic-Cartierville                          | Hydro-Québec                                                                     | Rivière des Prairies | 45° 35′ 20″ N, 73° 39′ 23″ W |
| Wasserkraftwerk Rivière des Prairies | Île de la Visitation und Île du Cheval de Terre | —                     | 1930                    |                                                | Hydro-Québec                                                                     | Rivière des Prairies | 45° 35′ 20″ N, 73° 39′ 23″ W |
| Wasserkraftwerk Rivière des Prairies | Laval                                           | —                     | 1930                    |                                                | Hydro-Québec                                                                     | Rivière des Prairies | 45° 35′ 20″ N, 73° 39′ 23″ W |
| Pont Papineau-Leblanc                |                                                 | —                     | 1969                    | Ahuntsic-Cartierville                          | Autoroute 19                                                                     | Louis-Joseph Papineau (1786–1871), Anführer der Niederkanada-Rebellion, und Alpha Leblanc (1908–1962), lokaler Landbesitzer | 45° 34′ 34″ N, 73° 40′ 0″ W  |
| Pont Papineau-Leblanc                | Île de la Visitation                            | —                     | 1969                    |                                                | Autoroute 19                                                                     | Louis-Joseph Papineau (1786–1871), Anführer der Niederkanada-Rebellion, und Alpha Leblanc (1908–1962), lokaler Landbesitzer | 45° 34′ 34″ N, 73° 40′ 0″ W  |
| Pont Papineau-Leblanc                | Laval                                           | —                     | 1969                    |                                                | Autoroute 19                                                                     | Louis-Joseph Papineau (1786–1871), Anführer der Niederkanada-Rebellion, und Alpha Leblanc (1908–1962), lokaler Landbesitzer | 45° 34′ 34″ N, 73° 40′ 0″ W  |
| Pont Viau                            |                                                 | 1847                  | 1962                    | Ahuntsic-Cartierville                          | Route 335                                                                        | Namensherkunft unklar | 45° 33′ 27″ N, 73° 40′ 33″ W |
| Pont Viau                            | Laval                                           | 1847                  | 1962                    |                                                | Route 335                                                                        | Namensherkunft unklar | 45° 33′ 27″ N, 73° 40′ 33″ W |
| Tunnel der Metro Montreal            |                                                 | —                     | 2007                    | Ahuntsic-Cartierville (Station Henri-Bourassa) | Linie 2                                                                          | — | 45° 33′ 26″ N, 73° 40′ 32″ W |
| Tunnel der Metro Montreal            | Laval (Station Cartier)                         | —                     | 2007                    |                                                | Linie 2                                                                          | — | 45° 33′ 26″ N, 73° 40′ 32″ W |
| Bordeaux-Eisenbahnbrücke             |                                                 | —                     | 1876                    | Ahuntsic-Cartierville                          | Canadian Pacific Railway, exo, Chemins de fer Québec-Gatineau, Route Verte 1 & 2 | Bordeaux, ehemalige Gemeinde                                                                                                | 45° 32′ 54″ N, 73° 41′ 59″ W |
| Bordeaux-Eisenbahnbrücke             | Île Perry                                       | —                     | 1876                    |                                                | Canadian Pacific Railway, exo, Chemins de fer Québec-Gatineau, Route Verte 1 & 2 | Bordeaux, ehemalige Gemeinde                                                                                                | 45° 32′ 54″ N, 73° 41′ 59″ W |
| Bordeaux-Eisenbahnbrücke             | Laval                                           | —                     | 1876                    |                                                | Canadian Pacific Railway, exo, Chemins de fer Québec-Gatineau, Route Verte 1 & 2 | Bordeaux, ehemalige Gemeinde                                                                                                | 45° 32′ 54″ N, 73° 41′ 59″ W |
| Pont Médéric-Martin                  |                                                 | —                     | 1958                    | Ahuntsic-Cartierville                          | Autoroute 15                                                                     | Médéric Martin (1869–1946), Bürgermeister von Montreal                                                                      | 45° 32′ 26″ N, 73° 42′ 45″ W |
| Pont Médéric-Martin                  | Laval                                           | —                     | 1958                    |                                                | Autoroute 15                                                                     | Médéric Martin (1869–1946), Bürgermeister von Montreal                                                                      | 45° 32′ 26″ N, 73° 42′ 45″ W |
| Pont Lachapelle                      |                                                 | 1848                  | 1930, 1975              | Ahuntsic-Cartierville                          | Route 117                                                                        | Pascal Persillier-Lachapelle, Erbauer der ersten Brücke                                                                     | 45° 31′ 59″ N, 73° 43′ 42″ W |
| Pont Lachapelle                      | Laval                                           | 1848                  | 1930, 1975              |                                                | Route 117                                                                        | Pascal Persillier-Lachapelle, Erbauer der ersten Brücke                                                                     | 45° 31′ 59″ N, 73° 43′ 42″ W |
| Pont Louis-Bisson                    |                                                 | —                     | 1975                    | Pierrefonds-Roxboro                            | Autoroute 13                                                                     | Louis Bisson (1909–1997), kanadischer Pilot                                                                                 | 45° 30′ 42″ N, 73° 45′ 54″ W |
| Pont Louis-Bisson                    | Laval                                           | —                     | 1975                    |                                                | Autoroute 13                                                                     | Louis Bisson (1909–1997), kanadischer Pilot                                                                                 | 45° 30′ 42″ N, 73° 45′ 54″ W |
| Eisenbahnbrücke Île Bigras           |                                                 | —                     | 1882                    | Pierrefonds-Roxboro                            | Canadian National Railway, exo                                                   | kein offizieller Name | 45° 30′ 59″ N, 73° 50′ 52″ W |
| Eisenbahnbrücke Île Bigras           | Île Bigras                                      | —                     | 1882                    |                                                | Canadian National Railway, exo                                                   | kein offizieller Name | 45° 30′ 59″ N, 73° 50′ 52″ W |
| Eisenbahnbrücke Île Bigras           | Laval                                           | —                     | 1882                    |                                                | Canadian National Railway, exo                                                   | kein offizieller Name | 45° 30′ 59″ N, 73° 50′ 52″ W |
| Pont Jacques-Bizard                  |                                                 | 1893                  | 1966                    | Sainte-Geneviève                               | Boulevard Jacques Bizard                                                         | Jacques Bizard (1642–1692), lokaler seigneur                                                                                | 45° 29′ 15″ N, 73° 52′ 5″ W  |
| Pont Jacques-Bizard                  | Île Bizard                                      | 1893                  | 1966                    |                                                | Boulevard Jacques Bizard                                                         | Jacques Bizard (1642–1692), lokaler seigneur                                                                                | 45° 29′ 15″ N, 73° 52′ 5″ W  |

## Über den Lac des Deux Montagnes und den Ottawa River
| Bauwerk                           | Foto                         | Erstes Bauwerk erbaut | Heutiges Bauwerk erbaut | Verbundene Orte         | Nutzung                             | Namensherkunft                                     | Koordinaten                  |
| --------------------------------- | ---------------------------- | --------------------- | ----------------------- | ----------------------- | ----------------------------------- | -------------------------------------------------- | ---------------------------- |
| Pont de l’Île-aux-Tourtes         |                              | —                     | 1966                    | Senneville              | Autoroute 40                        | Île aux Tourtes (wörtlich: Wildtaubeninsel)        | 45° 25′ 13″ N, 73° 59′ 2″ W  |
| Pont de l’Île-aux-Tourtes         | Île Girwood, Île aux Tourtes | —                     | 1966                    |                         | Autoroute 40                        | Île aux Tourtes (wörtlich: Wildtaubeninsel)        | 45° 25′ 13″ N, 73° 59′ 2″ W  |
| Pont de l’Île-aux-Tourtes         | Vaudreuil-Dorion             | —                     | 1966                    |                         | Autoroute 40                        | Île aux Tourtes (wörtlich: Wildtaubeninsel)        | 45° 25′ 13″ N, 73° 59′ 2″ W  |
| Canadian-Pacific-Eisenbahnbrücke  |                              | —                     | 1893                    | Sainte-Anne-de-Bellevue | Canadian Pacific Railway, exo       | keine offiziellen Namen                            | 45° 24′ 12″ N, 73° 57′ 25″ W |
| Canadian-Pacific-Eisenbahnbrücke  | Île Bellevue                 | —                     | 1893                    |                         | Canadian Pacific Railway, exo       | keine offiziellen Namen                            | 45° 24′ 12″ N, 73° 57′ 25″ W |
| Canadian-Pacific-Eisenbahnbrücke  | Île Perrot                   | —                     | 1893                    |                         | Canadian Pacific Railway, exo       | keine offiziellen Namen                            | 45° 24′ 12″ N, 73° 57′ 25″ W |
| Canadian-National-Eisenbahnbrücke |                              | —                     | 1854                    | Sainte-Anne-de-Bellevue | Canadian National Railway, VIA Rail | keine offiziellen Namen                            | 45° 24′ 12″ N, 73° 57′ 24″ W |
| Canadian-National-Eisenbahnbrücke | Île Bellevue                 | —                     | 1854                    |                         | Canadian National Railway, VIA Rail | keine offiziellen Namen                            | 45° 24′ 12″ N, 73° 57′ 24″ W |
| Canadian-National-Eisenbahnbrücke | Île Perrot                   | —                     | 1854                    |                         | Canadian National Railway, VIA Rail | keine offiziellen Namen                            | 45° 24′ 12″ N, 73° 57′ 24″ W |
| Pont Galipeault                   |                              | 1925                  | 1991, 2009              | Sainte-Anne-de-Bellevue | Autoroute 20, Route Verte 5         | Antonin Galipeault (1879–1971), Quebecer Politiker | 45° 24′ 12″ N, 73° 57′ 21″ W |
| Pont Galipeault                   | Île Bellevue                 | 1925                  | 1991, 2009              |                         | Autoroute 20, Route Verte 5         | Antonin Galipeault (1879–1971), Quebecer Politiker | 45° 24′ 12″ N, 73° 57′ 21″ W |
| Pont Galipeault                   | Île Perrot                   | 1925                  | 1991, 2009              |                         | Autoroute 20, Route Verte 5         | Antonin Galipeault (1879–1971), Quebecer Politiker | 45° 24′ 12″ N, 73° 57′ 21″ W |